# 澳門元
澳門元（葡萄牙語：Pataca de Macau；單位：圓），澳門回歸前稱為「澳門幣」，是澳門特別行政區的法定貨幣 ，常用縮寫“MOP$”表示，ISO 4217正式稱為“MOP”，澳門當地民間慣稱為葡紙或葡幣。
澳門在1554年開埠以後很長的一段時間都沒有自己的貨幣，各國在澳門買賣交易與明清政府徵稅皆以白銀為主，1894年，葡屬澳門和葡屬帝汶引入澳門幣作為記帳單位（1澳門幣=450雷亞爾）。葡語名字源自曾在亞洲廣泛使用的銀圓“墨西哥的八個雷亞爾”，1902年大西洋銀行在澳門開設分行，1905年起發行澳門專屬之貨幣，至1944年2月26日，澳葡政府頒佈第840號立法規章，澳門幣成為澳門唯一合法流通之貨幣。
現行澳門的貨幣政策由澳門金融管理局管理，主要流通貨幣版本主要為中銀澳門2008系列流通貨幣，大西洋銀行2005系列流通貨幣以及根據第30/2011號行政法規所發行的農曆新年流通紀念貨幣（即俗稱之「生肖鈔」）。根據第17/2020號行政法規和第18/2020號行政法規，澳門幣於2024年起逐步發行新版鈔票。

## 名稱
澳門元有時被人簡稱為「澳元」、「澳幣」，但在口語上易與澳大利亞元或過去的奧地利元混淆；所以澳門幣在粤港澳坊間俗稱為「葡幣」、「葡紙」，以區別當時曾在澳門流通的清朝、民國銀圓和現時流通的港元，而1944年版5圓至100圓紙幣，背面豎版亦印上「葡幣X圓 憑票」字樣。
不過葡萄牙本土實際上是使用他種貨幣：1999年前使用士姑度（Escudo之粵語音譯，中國大陸譯為「埃斯庫多」，現時則改用歐羅），因此澳門所稱的“葡幣”對不知情者來說易生混淆；而在葡萄牙所有屬地的歷史上，僅有澳門從未使用過士姑度作為其合法貨幣。
因最初与墨西哥比索的关系（葡語Pataca即西语的Peso），在葡萄牙語中澳門元的圓為“Pataca(s)”，仙為“Avo(s)”。1圓分為10毫，1毫再分為10仙。
Avos一字其實是仙塔沃的簡稱，即仙的意思。

## 流通
現時澳門元佔澳門流通貨幣總額的22%。而港元則因與澳門元相比價值高，且澳门的博彩業、房地产、进出口贸易、大额交易等多是以港元为结算货币，又因為港元能在港澳兩地使用，因此港元在澳門相當流通，佔了澳門流通貨幣總額的45%。換言之，港元的流通量是澳門元的兩倍左右。在廣義流通貨幣方面，澳門元佔澳門流通貨幣總額的28%，而港元則佔百分54%。在澳門當地，多數澳門商鋪也願意接受港幣付款，但若使用港幣則會將港幣與澳門幣視為等值（實際上，1港元=1.03澳門元），因此澳門本地人使用上仍以澳門幣為主。

## 授權

中國銀行澳門分行于1995年10月16日第一次发行的十元澳门币钞票正面

澳門元的紙幣，1906年至1995年是由大西洋銀行發行；由于澳门进入回归过渡期，澳門金融管理局在1995年開始授權中國銀行澳門分行，與大西洋銀行一起發行紙幣。纸币交由中國印鈔造幣集團（中國銀行澳門分行发行）和香港印鈔有限公司（大西洋銀行发行的）印制，硬幣則由澳門金融管理局負責發行。
中國銀行澳門分行歷任總經理在鈔票上的簽名都是繁體中文。
2020年5月4日，澳門特別行政區行政會完成討論《許可中國銀行股份有限公司發行澳門元拾圓、貳拾圓、伍拾圓、壹佰圓、伍佰圓及壹仟圓紙幣》及《許可大西洋銀行股份有限公司發行澳門元拾圓、貳拾圓、伍拾圓、壹佰圓、伍佰圓及壹仟圓紙幣》兩份行政法規草案，每間發行銀行總額度為澳門元377億元。，2024年1月推出新系列拾圓及貳拾圓鈔票，伍拾圓及壹佰圓鈔票於2025年1月投放市場流通；至於伍佰圓及壹仟圓鈔票於2026年內投放市場。

## 與港元掛鉤
澳門元曾經長期與士姑度掛鈎，匯率為1澳門元兌換5士姑度，直至1974年康乃馨革命後，士姑度連番貶值。澳葡政府於1977年4月7日宣布澳門元與士姑度脫鈎，改與與港元掛鈎（即實行固定匯率制度）。1978年底，澳門元兌港元的匯率調整為100.25兌100元。
澳門政府原本允許澳門元與其他貨幣自由浮動，但在1983年9月24日因為香港前途問題導致港元大幅下挫，一度跌至1美元兌9.6港元，澳門政府又於同年9月26日宣布澳門元升值3%，導致澳門元與港元處於同一價位，卻觸發大量澳門市民湧到澳門各間銀行將澳門元兌換成港元，澳門政府隨即在當日下午宣布，每100.3澳門元固定兌換100港元，但未能平息兌換潮；翌日，澳門政府再宣布擴大兌換差額，103元澳門元兌換100港元，降低澳門居民將手上的澳門元兌換成港元的意欲。
由於港元與美元實行聯繫匯率制度，港元是以7.75至7.85兌1美元的範圍內浮動，所以澳門元便與美元間接掛鉤，匯率約為1美元兌澳門幣8元。澳門對澳門元與外幣的進出境都沒有外匯管制，遊客可以在澳門的酒店、銀行、兌換店等地自由兌換澳門元，但在澳門以外要把澳門元兌換成其他貨幣就較為困難。

## 現行流通之貨幣樣式

### 硬币
澳門流通硬幣直到1952年才首次發行，由葡萄牙鑄幣廠鑄造，總額為九千圓。昔日面值最少的流通硬幣是5仙（已知只在1952年和1967年發行，但早已退出流通），現時流通硬幣中面值最少的是1毫。而昔日面值最大的流通硬幣是20圓（只在1974年發行，因資料不詳對於是否屬於流通貨幣有爭議），現時流通硬幣中面值最大的是10圓（非常用硬幣且只在1997年發行，常用硬幣面值最大為5圓）。

### 纸币
澳門第一款流通鈔票是在1906至1907年間由大西洋銀行發行，初期發行均為紙幣，面額為1圓、5圓、10圓、25圓、50圓與100圓。
往後數十年間發行各種面值的紙幣（1仙、5仙、1毫、2毫、5毫、1圓、5圓、10圓、25圓等），直至1952年發行澳門流通硬幣，5圓以下的紙幣開始被硬幣取代用於輔助貨幣流通和方便找贖。至1961年25圓鈔票停止流通，1996年9月大西洋銀行首次發行20圓紙幣。 
現時流通紙幣面額有10圓、20圓、50圓、100圓、500圓及1000圓。而大西洋銀行1988年10月發行的1000圓紙幣和90年代以後發行的紙幣（除大西洋銀行1991年版10圓紙幣和中國銀行1995年版10圓紙幣外）仍然屬於法定流通貨幣。
| 澳門硬幣     | 澳門硬幣                  | 澳門硬幣     | 澳門硬幣            | 澳門硬幣                                    | 澳門硬幣 |
| 面額         | 材質                      | 形狀         | 正面图案            | 發行年份                                    | 现行流通的澳门圆硬币上下两图分别为現行流通澳門圓硬幣正面與背面。 上至下左至右分别为：壹圓、貳圓、伍圓、壹毫、貳毫、伍毫、拾圓。 |
| ------------ | ------------------------- | ------------ | ------------------- | ------------------------------------------- | --- |
| 壹毫 ($0.10) | 黃銅合金                  | 圓形         | 舞獅                | 1993年、1998年 2005年、2007年、2010年       | 现行流通的澳门圆硬币上下两图分别为現行流通澳門圓硬幣正面與背面。 上至下左至右分别为：壹圓、貳圓、伍圓、壹毫、貳毫、伍毫、拾圓。 |
| 貳毫 ($0.20) | 黃銅合金                  | 十二邊形     | 龍舟                | 1993年、1998年                              | 现行流通的澳门圆硬币上下两图分别为現行流通澳門圓硬幣正面與背面。 上至下左至右分别为：壹圓、貳圓、伍圓、壹毫、貳毫、伍毫、拾圓。 |
| 伍毫 ($0.50) | 黃銅合金                  | 圓形         | 舞龍                | 1993年                                      | 现行流通的澳门圆硬币上下两图分别为現行流通澳門圓硬幣正面與背面。 上至下左至右分别为：壹圓、貳圓、伍圓、壹毫、貳毫、伍毫、拾圓。 |
| 壹圓 ($1)    | 白鎳合金                  | 圓形，齒邊   | 松山燈塔 東望洋炮台 | 1992年、1998年 2003年、2005年 2007年 2010年 | 现行流通的澳门圆硬币上下两图分别为現行流通澳門圓硬幣正面與背面。 上至下左至右分别为：壹圓、貳圓、伍圓、壹毫、貳毫、伍毫、拾圓。 |
| 貳圓 ($2)    | 黃銅合金                  | 八邊形，圓邊 | 媽閣廟 西望洋聖堂   | 只有1998年                                  | 现行流通的澳门圆硬币上下两图分别为現行流通澳門圓硬幣正面與背面。 上至下左至右分别为：壹圓、貳圓、伍圓、壹毫、貳毫、伍毫、拾圓。 |
| 伍圓 ($5)    | 白鎳合金                  | 十二邊形     | 大三巴牌坊 中國帆船 | 1992年、2003年 2005年、2007年、2010年       | 现行流通的澳门圆硬币上下两图分别为現行流通澳門圓硬幣正面與背面。 上至下左至右分别为：壹圓、貳圓、伍圓、壹毫、貳毫、伍毫、拾圓。 |
| 拾圓 ($10)   | 外環黃銅合金 白鎳合金圓心 | 圓形，齒邊   | 玫瑰堂              | 只有1997年                                  | 现行流通的澳门圆硬币上下两图分别为現行流通澳門圓硬幣正面與背面。 上至下左至右分别为：壹圓、貳圓、伍圓、壹毫、貳毫、伍毫、拾圓。 |
| 貳拾圓 ($20) | 銀                        | 圓形         | 嘉樂庇大橋          | 只有1974年                                  | 正面 背面 |

| 澳門纸币 | 澳門纸币 | 澳門纸币                   | 澳門纸币                   | 澳門纸币                   | 澳門纸币                   | 澳門纸币                   | 澳門纸币                   |
| --- | -------- | -------------------------- | -------------------------- | -------------------------- | -------------------------- | -------------------------- | -------------------------- |
| 發鈔銀行 | 發鈔銀行 | 壹仟圆                     | 伍佰圆                     | 壹佰圆                     | 伍拾圆                     | 贰拾圆                     | 拾圆                       |
| 尺寸(mm) | 尺寸(mm) | 163x81.5                   | 158x79                     | 153x76.5                   | 148x74                     | 143x71.5                   | 138x69                     |
| 中國銀行 2008 系列                                                                                             | 正面     | 民政總署大樓               | 鄭家大屋                   | 松山燈塔及東望洋炮台       | 崗頂劇院                   | 大三巴牌坊                 | 媽閣廟                     |
| 中國銀行 2008 系列                                                                                             | 正面     |                            |                            |                            |                            |                            |                            |
| 中國銀行 2008 系列                                                                                             | 背面     | 中國銀行澳門分行大廈       | 中國銀行澳門分行大廈       | 中國銀行澳門分行大廈       | 中國銀行澳門分行大廈       | 中國銀行澳門分行大廈       | 中國銀行澳門分行大廈       |
| 中國銀行 2008 系列                                                                                             | 背面     |                            |                            |                            |                            |                            |                            |
| 大西洋銀行 2005 系列                                                                                           | 正面     | 澳門文化中心               | 澳門旅遊塔                 | 議事亭前地                 | 西灣大橋                   | 澳門國際機場               | 媽祖像                     |
| 大西洋銀行 2005 系列                                                                                           | 正面     |                            |                            |                            |                            |                            |                            |
| 大西洋銀行 2005 系列                                                                                           | 背面     | 大西洋银行總行大廈         | 大西洋银行總行大廈         | 大西洋银行總行大廈         | 大西洋银行總行大廈         | 大西洋银行總行大廈         | 大西洋银行總行大廈         |
| 大西洋銀行 2005 系列                                                                                           | 背面     |                            |                            |                            |                            |                            |                            |
| 中國銀行 2020 系列                                                                                             | 正面     | 南獅及中國銀行澳門分行大廈 | 南獅及中國銀行澳門分行大廈 | 南獅及中國銀行澳門分行大廈 | 南獅及中國銀行澳門分行大廈 | 南獅及中國銀行澳門分行大廈 | 南獅及中國銀行澳門分行大廈 |
| 中國銀行 2020 系列                                                                                             | 正面     |                            |                            |                            |                            |                            |                            |
| 中國銀行 2020 系列                                                                                             | 背面     | 商船                       | 媽閣廟                     | 同善堂歷史檔案陳列館       | 鏡湖歷史紀念館             | 澳門科學館                 | 澳門旅遊塔                 |
| 中國銀行 2020 系列                                                                                             | 背面     |                            |                            |                            |                            |                            |                            |
| 大西洋銀行 2020 系列                                                                                           | 正面     | 大西洋銀行總行大廈         | 大西洋銀行總行大廈         | 大西洋銀行總行大廈         | 大西洋銀行總行大廈         | 大西洋銀行總行大廈         | 大西洋銀行總行大廈         |
| 大西洋銀行 2020 系列                                                                                           | 正面     |                            |                            |                            |                            |                            |                            |
| 大西洋銀行 2020 系列                                                                                           | 背面     | 2022年澳門地圖             | 1986年澳門地圖             | 1949年澳門地圖             | 1889年澳門地圖             | 1780年澳門地圖             | 1635年澳門地圖             |
| 大西洋銀行 2020 系列                                                                                           | 背面     |                            |                            |                            |                            |                            |                            |
| 注：兩所發鈔銀行在2012年─2023年發行「生肖賀歲紀念鈔」，為流通貨幣之一。 每間發行銀行每年的發行限額為二千萬張。 |          |                            |                            |                            |                            |                            |                            |

## 紀念鈔票

### 紀念幣
由澳門金融管理局發行，為紀念特別或重大事件而發行：當中包括1999年發行的澳門回歸祖國紀念幣壹佰圓及2004年發行的澳門回歸祖國五週年紀念幣。另外，每年都會發行的生肖紀念金幣和銀幣。

### 紀念鈔
中國銀行澳門分行曾於2008年面值20圓澳門元的北京奧運會紀念鈔票及於2012年發行面值100圓澳門元的中國銀行荷花鈔。
2012年至2023年間，澳門法定兩間發鈔銀行每年都會發行一款、總共12款、面值10圓澳門元的生肖賀歲紀念鈔，不過它有別於一般紀念鈔，它是澳門法定流通貨幣，可以視為10元澳門幣的特別版。
因澳門回歸二十週年，兩間法定印鈔銀行在2019年首次聯合發行面值為20澳門圓的紀念鈔（俗稱回歸鈔）。
為紀念2022年冬季奧林匹克運動會在北京舉行，中國銀行澳門分行於2021年4月26日發行了面值為20元的冬奧鈔。

## 图集
- 1984年發行，大西洋銀行的棕色拾圓紙鈔                                                                                                             (現已停止流通）
- 於1995至1999年流通，中國銀行的棕色拾圓紙鈔
（現已停止流通）
- 10 Avos, 1968
（現已停止流通）
- 50 Avos, 1978
（現已停止流通）
- 1 Pataca, 1952
（現已停止流通）
- 5 Patacas, 1971
（現已停止流通）
- 50 Avos, 1982
（1994年6月30日起停止流通）
- 10 Avos, 1988
（1994年6月30日起停止流通）
- 20 Avos, 1982
（1994年6月30日起停止流通）
- 10 Avos, 2007
（1994年1月2日起至今流通）
- 50 Avos, 1993
（1994年1月2日起至今流通）
- 1 Pataca, 2007
（現行流通版本）
- 5 Patacas, 2007
（現行流通版本）

## 法償能力
根據第10/2023號法律《貨幣發行法律制度》，澳門元在澳門特別行政區具有法償能力，任何人不得拒絕按其面額作為支付工具，但不影響以下數款規定的適用：
- 在每次支付中，不得強制任何人接收超過50個硬幣，不論有關硬幣的面額為何
- 任何人可拒絕以污損或破損的貨幣作為支付工具
- 通過互聯網完成的交易或以無人銷售方式提供商品或服務，可免除接收紙幣和硬幣的義務

## 歷年匯率
| 年份       | 2010    | 2011    | 2012    | 2013    | 2014    | 2015    | 2016    | 2017    |
| ---------- | ------- | ------- | ------- | ------- | ------- | ------- | ------- | ------- |
| 港幣       | 1.03    | 1.03    | 1.03    | 1.03    | 1.03    | 1.03    | 1.03    | 1.03    |
| 美元       | 8.0022  | 8.0186  | 7.9899  | 7.9892  | 7.9871  | 7.9850  | 7.9948  | 8.0262  |
| 英鎊       | 12.3650 | 12.8609 | 12.6559 | 12.4911 | 13.1709 | 12.2122 | 10.8456 | 10.3353 |
| 人民幣     | 1.1818  | 1.2387  | 1.2662  | 1.3008  | 1.2968  | 1.2676  | 1.2021  | 1.1889  |
| 新臺幣     | 0.2540  | 0.2731  | 0.2701  | 0.2691  | 0.2636  | 0.2516  | 0.2480  | 0.2638  |
| 歐元       | 10.6088 | 11.1685 | 10.2612 | 10.6081 | 10.6224 | 8.8624  | 8.8507  | 9.0677  |
| 澳大利亞元 | 7.3560  | 8.2814  | 8.2701  | 7.7322  | 7.2164  | 6.0120  | 5.9497  | 6.1552  |
| 韓圓       | 0.0069  | 0.0072  | 0.0071  | 0.0073  | 0.0076  | 0.0071  | 0.0069  | 0.0071  |
| 日圓       | 0.0913  | 0.1006  | 0.1002  | 0.0820  | 0.0757  | 0.0660  | 0.0738  | 0.0716  |
| 馬幣       | 2.4884  | 2.6241  | 2.5868  | 2.5389  | 2.4446  | 2.0587  | 1.9334  | 1.8669  |
| 新西蘭元   | 5.7722  | 6.3496  | 6.4663  | 6.5499  | 6.6394  | 5.5879  | 5.5748  | 5.7079  |
| 新加坡元   | 5.8747  | 6.3855  | 6.3931  | 6.3864  | 6.3090  | 5.8135  | 5.7957  | 5.8132  |
| 瑞士法郎   | 7.6883  | 9.0878  | 8.5141  | 8.6178  | 8.7428  | 8.3060  | 8.1184  | 8.1582  |

| 年份       | 2002    | 2003    | 2004    | 2005    | 2006    | 2007    | 2008    | 2009    |
| ---------- | ------- | ------- | ------- | ------- | ------- | ------- | ------- | ------- |
| 港幣       | 1.03    | 1.03    | 1.03    | 1.03    | 1.03    | 1.03    | 1.03    | 1.03    |
| 美元       | 8.0334  | 8.0214  | 8.0226  | 8.0109  | 8.0006  | 8.0360  | 8.0206  | 7.9842  |
| 英鎊       | 12.0766 | 13.1040 | 14.6911 | 14.5820 | 14.6993 | 16.0887 | 14.8965 | 12.5159 |
| 人民幣     | 0.9706  | 0.9691  | 0.9693  | 0.9778  | 1.0025  | 1.0560  | 1.1546  | 1.1688  |
| 新臺幣     | 0.2328  | 0.2332  | 0.2401  | 0.2494  | 0.2462  | 0.2447  | 0.2548  | 0.2418  |
| 歐元       | 7.5984  | 9.0696  | 9.9645  | 9.9721  | 10.0272 | 11.0049 | 11.8092 | 11.1309 |
| 澳大利亞元 | 4.3703  | 5.2271  | 5.9021  | 6.1064  | 6.0169  | 6.7351  | 6.8552  | 6.3269  |
| 韓圓       | 0.0065  | 0.0067  | 0.0070  | 0.0078  | 0.0084  | 0.0087  | 0.0074  | 0.0063  |
| 日圓       | 0.0643  | 0.0692  | 0.0742  | 0.0729  | 0.0689  | 0.0683  | 0.0776  | 0.0854  |
| 馬幣       | 2.1141  | 2.1109  | 2.1112  | 2.1155  | 2.1797  | 2.3374  | 2.4124  | 2.2669  |
| 新西蘭元   | 3.7306  | 4.6671  | 5.3214  | 5.6436  | 5.1889  | 5.9128  | 5.7341  | 5.0721  |
| 新加坡元   | 4.4893  | 4.6034  | 4.7452  | 4.8137  | 5.0294  | 5.3325  | 5.6788  | 5.4955  |
| 瑞士法郎   | 5.1812  | 5.9632  | 6.4572  | 6.4424  | 6.3801  | 6.6998  | 7.4326  | 7.3721  |

| 年份       | 1990    | 1991    | 1992    | 1993    | 1994    | 1995    | 1996    | 1997    | 1998    | 1999    | 2000    | 2001    |
| ---------- | ------- | ------- | ------- | ------- | ------- | ------- | ------- | ------- | ------- | ------- | ------- | ------- |
| 港幣       | 1.03    | 1.03    | 1.03    | 1.03    | 1.03    | 1.03    | 1.03    | 1.03    | 1.03    | 1.03    | 1.03    | 1.03    |
| 士姑度     | 0.0564  | 0.0555  | 0.0593  | 0.0497  | 0.0481  | 0.0532  | 0.0517  | 0.0456  | 0.0443  | 0.0425  | 0.0370  | 0.0359  |
| 德國馬克   | 4.9750  | 4.8362  | 5.1221  | 4.8199  | 4.9225  | 5.5677  | 5.2977  | 4.6049  | 4.5381  | 4.3601  | 3.7929  | 3.6794  |
| 法國法郎   | 1.4767  | 1.4222  | 1.5115  | 1.4076  | 1.4392  | 1.5988  | 1.5583  | 1.3679  | 1.3537  | 1.3000  | 1.1309  | 1.0971  |
| 美元       | 8.0230  | 8.0041  | 7.9723  | 7.9679  | 7.9602  | 7.9679  | 7.9664  | 7.9749  | 7.9788  | 7.9918  | 8.0260  | 8.0335  |
| 英鎊       | 14.3239 | 14.1421 | 14.0998 | 11.9638 | 12.1982 | 12.5766 | 12.4392 | 13.0709 | 13.2203 | 12.9284 | 12.1663 | 11.5698 |
| 人民幣     |         |         |         |         |         |         |         | 0.9620  | 0.9637  | 0.9654  | 0.9695  | 0.9706  |
| 新臺幣     |         |         |         |         |         |         |         | 0.2788  | 0.2384  | 0.2477  | 0.2574  | 0.2379  |
| 歐元       |         |         |         |         |         |         |         | 9.0177  | 8.9532  | 8.5277  | 7.4183  | 7.1962  |
| 澳大利亚元 |         |         |         |         |         |         |         | 5.9341  | 5.0203  | 5.1574  | 4.6739  | 4.1598  |
| 韓圓       |         |         |         |         |         |         |         | 0.0086  | 0.0057  | 0.0067  | 0.0071  | 0.0062  |
| 日圓       |         |         |         |         |         |         |         | 0.0661  | 0.0611  | 0.0704  | 0.0745  | 0.0662  |
| 馬幣       |         |         |         |         |         |         |         | 2.8954  | 2.0387  | 2.1031  | 2.1121  | 2.1141  |
| 新西蘭元   |         |         |         |         |         |         |         | 5.2849  | 4.2816  | 4.2315  | 3.6684  | 3.3813  |
| 新加坡元   |         |         |         |         |         |         |         | 5.3851  | 4.7720  | 4.7160  | 4.6553  | 4.4867  |
| 瑞士法郎   |         |         |         |         |         |         |         | 5.5020  | 5.5090  | 5.3278  | 4.7590  | 4.7638  |

## 備註
1. ↑  用於小額支付。
2. ↑  紙幣正式印刷前地圖繪製暨地籍局最新發佈的澳門特別行政區地圖

### 引用
1. ↑  澳門政府公報第7/95/M號法令 （页面存档备份，存于）第四條，1995年1月30日刊出
2. ↑  澳門特別行政區基本法 （页面存档备份，存于）第108條
3. ↑  . 澳門記憶. 2019-01-14.：《澳門政府憲報》1944年第9號，第97-98頁。按：此系第840號立法條例，禁止中華民國以前所有之銀幣在本屬地上流通，並禁用非大西洋海外匯理銀行所發行之紙幣為糧食貨物及各項物質定價，並在商業上各種行為暨無論何項合約定交收之本位。
4. ↑  . 印務局.   [2022-10-21].
5. ↑  . 印務局.   [2022-10-21].
6. ↑  . 印務局.   [2022-10-21].
7. ↑  . 亞洲電視本港台. 2010年1月3日.
8. ↑  .   [2020-05-04]. （原始内容存档于2020-05-07）.
9. ↑  . 經濟一周. 2020-06-20. （原始内容存档于2020-09-09）.
10. ↑  . 澳門日報. 2008年2月3日.
11. ↑  . www.amcm.gov.mo.   [2019-07-28]. （原始内容存档于2020-04-22）.
12. ↑   (PDF). 澳门金融管理局.   [2019-07-29]. （原始内容存档 (PDF)于2019-07-28）.
13. ↑  . 中国银行澳门分行.   [2015-05-12]. （原始内容存档于2015-05-18）.
14. ↑   (PDF). 大西洋银行.   [2015-05-12]. （原始内容 (PDF)存档于2015-05-18）.
15. ↑  . 中国银行澳门分行.   [2023-11-03]. （原始内容存档于2024-02-17）.
16. ↑  . 大西洋银行.   [2015-05-12]. （原始内容存档于2024-02-17）.
17. ↑  澳門政府公報第30/2011號行政法規 （页面存档备份，存于）─發行慶祝二零一二年至二零二三年農曆新年的紙幣，2011年9月5日刊出

### 书籍
- 1990年以來澳門元兌換外幣主要年份年平均匯率參見歷年《中國統計年鑒》
- 丁浩. . 香港: 三聯書店（香港）. 1999. ISBN 978-962-04-4460-9.

## 外部連結
- 澳門金融管理局澳門現行流通貨幣介紹
- 大西洋銀行歷年發行澳門幣介紹
- 中國銀行澳門分行歷年發行鈔票列表